# Belolisi okarček
Belolisi okarček (znanstveno ime Coenonympha glycerion) je dnevni metulj iz družine pisančkov.

## Opis
Belolisi okarček je majhen metulj, ki preko kril meri med 25 in 35 mm. Spodnja stran sprednjih kril belolisega okarčka je oranžno rjava. Ob zunanjem robu sivo rjavih zadnjih kril pa ima po spodnji strani vzorec izrazitih očesc, katerih število in velikost je med osebki lahko različna. Zgornja stran kril je pri obeh spolih temno rjave barve, samice pa imajo, za razliko od samcev sprednja krila svetlo rjave barve. Ta vrsta živi od nižin do gozdne meje na suhih in vlažnih travnatih območjih. Ustrezajo mu predvsem z grmovjem zaraščajoča se travišča, kjer leta med junijem in septembrom. Gosenice se prehranjujejo z listi različnih vrst trav.